# Завий наляво накрая на света
„Завий наляво накрая на света“ (на иврит: סוף העולם שמאלה) е израелски филм от 2004 година, драма на режисьора Ави Нешер по негов сценарий в съавторство със Сара Еден и Руби Порат-Шовал.
В центъра на сюжета е културния сблъсък между две групи заселници – от Мароко и от Индия – в ново селище в пустинята Негев през 60-те години на XX век с фокус върху отношенията между две момичета от двете общности. Главните роли се изпълняват от Нета Гарти, Лираз Чархи, Ор Атика, Пармит Сетхи.